# Зігфрід Фішер
Зігфрід Фішер (нім. Siegfried Fischer; 27 листопада 1918, Поммердорф — 26 березня 1998, Райнбах) — німецький льотчик-ас штурмової авіації, оберфельдфебель люфтваффе. Кавалер Лицарського хреста Залізного хреста.

## Біографія
В жовтні 1939 року вступив в люфтваффе. Пройшов льотну підготовку і курс навчання в 1-му училищі штурмової авіації в Ґраці. Перший бойовий виліт здійснив наприкінці лютого 1941 року у складі 6-ї ескадрильї 1-ї ескадри пікіруючих бомбардувальників.  Учасник нальотів на Мальту та Німецько-радянської війни. 8 липня 1941 року був збитий за 40 км за лінією фронту в районі Великих Лук, отримав важкі опіки обличчя та рук і був винесений німецькими розвідниками. На Східному фронті літав у складі 5-ї та 8-ї ескадрилій своєї ескадри. Особливо відзначився у нальотах на мости. В 1945 році служив в 9-й ескадрильї. 17 квітня його літак був збитий, а сам Фішер отримав тяжкі поранення (в нього були роздроблені обидві гомілки).
Всього за час бойових дій здійснив 713 бойових вильотів (в тому числі 123 на FW.190); 25 разів здійснив вимушену посадку, 12 разів його літак був збитий, в тому числі двічі за лінією фронту. На його рахунку понад 80 танків, знищених протягом короткого часу в Померанії та Східній Пруссії, за що Фішер отримав прізвисько «Блискавка Померанії» (Der Biltz von Pommern), близько 30 мостів і 15 збитих літаків. Також він брав участь у потопленні підводного човна біля Мальти.
В шпиталі був захоплений радянськими військами. 18 вересня 1946 року звільнений як тяжко поранений. В 1951 році на чемпіонаті Німеччини з лижного спорту серед інвалідів, який проходив у Берхтесгадені, Фішер став переможцем в альпійському двоборстві.

## Нагороди
- Нагрудний знак пілота
- Медаль «У пам'ять 1 жовтня 1938»
- Залізний хрест 2-го і 1-го класу
- Нагрудний знак «За поранення» в сріблі
- Медаль «За зимову кампанію на Сході 1941/42»
- Почесний Кубок Люфтваффе (13 вересня 1942)
- Німецький хрест в золоті (17 жовтня 1943)
- Лицарський хрест Залізного хреста (28 лютого 1945)
- Авіаційна планка бомбардувальника в золоті з підвіскою